# Lý (họ)
Lý (李) là một họ của người Đông Á. Họ này tồn tại ở các nước Trung Quốc ("Li/Lee"), Hàn Quốc ("Lee", "I", "Yi" hoặc "Rhee") và Bắc Triều Tiên ("Ri" ), Đài Loan ("Lee"), Việt Nam ("Lý"), Singapore ("Lee"),... Ba họ phổ biến nhất Trung Quốc là Lý, Vương và Trương với tỉ lệ dân số mang các họ này lần lượt là 7,9%, 7,1% và 7,4%; hiển nhiên trở thành những họ phổ biến nhất thế giới.